# Смелянский, Леонид Иванович
Леонид Иванович Смилянский (27 февраля 1904, Конотоп, Российская империя — 1966, Киев, УССР, СССР) — украинский советский драматург, критик, прозаик, редактор и сценарист, член Союза писателей СССР (1934—66).

## Биография
Родился 27 февраля 1904 года в Конотопе. В 1923 году поступил на филологический факультет Института народного образования, который он окончил в 1928 году, в том же году поступил на аспирантуру при НИИ украинской литературы АН УССР, который он окончил в 1931 году. Начиная с 1925 года начал свою литературную деятельность, с 1931 по 1938 год работал в должности редактора в украинских журналах. Начиная с начала 1950-х годов начал писать сценарии к кинофильмам, из которых экранизировано три.
Скончался в 1966 году в Киеве. Похоронен на Байковом кладбище.

## Фильмография

### Сценарист
- 1956 — Иван Франко
- 1958 —
  - Волшебная ночь
  - Сашко

## Награды
- Медаль «За трудовое отличие» (24 ноября 1960 года) — за выдающиеся заслуги в развитии советской литературы и искусства и в связи с декадой украинской литературы и искусства в гор. Москве[1].